# Ungdomsvärldsmästerskapet i volleyboll för flickor 2011
Ungdomsvärldsmästerskapet 2011 i volleyboll för flickor spelades 12 till 21 augusti 2011 i Ankara, Turkiet. Det var den 12:e upplagan av tävlingen, som organiseras av FIVB. I turneringen deltog 16 lag och Turkiet vann för första gången genom att besegra Kina i finalen.
Damla Çakıroğlu, Turkiet, utsågs till mest värdefulla spelare.

## Spelplatser
Mästerskapet spelades i två arenor i Ankara.
|                                                                    |                                                          |
|                                                                    |                                                          |
| Başkent Voleybol Salonu Stad: Ankara Kapacitet: 7 600 Öppnad: 2010 | Ankara Arena Stad: Ankara Kapacitet: 10 400 Öppnad: 2010 |

## Deltagande lag
| Lag             | Turnering                                    | Deltog senast |
| --------------- | -------------------------------------------- | ------------- |
| Algeriet U18    | 2:a på Afrikanska U18-mästerskapet 2010      | Portugal 1991 |
| Argentina U18   | 2:a på Sydamerikanska U18-mästerskapet 2010  | Macao 2005    |
| Brasilien U18   | 1:a på Sydamerikanska U18-mästerskapet 2010  | Thailand 2009 |
| Kina U18        | 2:a på Asiatiska U18-mästerskapet 2010       | Thailand 2009 |
| Egypten U18     | 1:a på Afrikanska U18-mästerskapet 2010      | Thailand 2009 |
| Japan U18       | 1:a på Asiatiska U18-mästerskapet 2010       | Thailand 2009 |
| Tyskland U18    | 3:a på U18-EM 2011                           | Thailand 2009 |
| Italien U18     | 2:a på U18-EM 2011                           | Thailand 2009 |
| Mexiko U18      | 2:a på Nordamerikanska U18-mästerskapet 2010 | Thailand 2009 |
| Polen U18       | 4:a på U18-EM 2011                           | Polen 2003    |
| Puerto Rico U18 | 3:a på Nordamerikanska U18-mästerskapet 2010 | Mexiko 2007   |
| Serbien U18     | 2:a på U18-EM 2011                           | Thailand 2009 |
| Slovakien U18   | 5:a på U18-EM 2011                           | Thailand 2009 |
| USA U18         | 1:a på Nordamerikanska U18-mästerskapet 2010 | Thailand 2009 |
| Thailand U18    | 3:a på Asiatiska U18-mästerskapet 2010       | Thailand 2009 |
| Turkiet U18     | Värdland                                     | Thailand 2009 |

## Grupper
Grupperna lottades 31 maj 2011 i Ankara. De två första lag i varje grupp i den föregående rundan placerades i grupperna E och F. Där gick de två första i varje grupp vidare till semifinal, medan de två sista spelade spel om platserna 5-8. De två sista lagen i varje grupp i den föregående rundan placerades i grupperna G och H. Där gick de två första i varje grupp vidare till spel om platserna 9-12, medan de två sista spelade spel om platserna 13-16.
| Grupp A                                              | Grupp B                                                    | Grupp C                                            | Grupp D                                               |
| ---------------------------------------------------- | ---------------------------------------------------------- | -------------------------------------------------- | ----------------------------------------------------- |
| Algeriet U18 · Egypten U18 · Polen U18 · Turkiet U18 | Argentina U18 · Brasilien U18 · Mexiko U18 · Slovakien U18 | Kina U18 · Puerto Rico U18 · Serbien U18 · USA U18 | Tyskland U18 · Japan U18 · Italien U18 · Thailand U18 |

## Första rundan

### Grupp A

#### Resultat
| Datum    | Mellan                     | Resultat | Set   | Set   | Set   | Set   | Set | Poäng totalt | Speltid | Åskådare |
| Datum    | Mellan                     | Resultat | 1     | 2     | 3     | 4     | 5   | Poäng totalt | Speltid | Åskådare |
| -------- | -------------------------- | -------- | ----- | ----- | ----- | ----- | --- | ------------ | ------- | -------- |
| 12-08-11 | Egypten U18 - Polen U18    | 0 - 3    | 13:25 | 16:25 | 24:26 |       |     | 53 - 76      | 1h:15   | 110      |
| 12-08-11 | Turkiet U18 - Algeriet U18 | 3 - 0    | 25:8  | 25:13 | 25:14 |       |     | 75 - 35      | 1h:08   | 1.800    |
| 13-08-11 | Polen U18 - Algeriet U18   | 3 - 0    | 25:7  | 25:13 | 25:13 |       |     | 75 - 33      | 1h:01   | 100      |
| 13-08-11 | Egypten U18 - Turkiet U18  | 0 - 3    | 9:25  | 21:25 | 20:25 |       |     | 50 - 75      | 1h:16   | 1.640    |
| 14-08-11 | Algeriet U18 - Egypten U18 | 1 - 3    | 19:25 | 13:25 | 25:20 | 18:25 |     | 75 - 95      | 1h:44   | 100      |
| 14-08-11 | Turkiet U18 - Polen U18    | 3 - 0    | 25:23 | 25:17 | 25:15 |       |     | 75 - 55      | 1h:18   | 3.224    |

#### Sluttabell
| Pos | Landslag     | Poäng | Matcher | Matcher | Matcher   | Set   | Set       | Kvot  | Poäng | Poäng     | Kvot  |
| Pos | Landslag     | Poäng | Spelade | Vunna   | Förlorade | Vunna | Förlorade | Kvot  | Vunna | Förlorade | Kvot  |
| --- | ------------ | ----- | ------- | ------- | --------- | ----- | --------- | ----- | ----- | --------- | ----- |
| 1   | Turkiet U18  | 9     | 3       | 3       | 0         | 9     | 0         | MAX   | 225   | 140       | 1.607 |
| 2   | Polen U18    | 6     | 3       | 2       | 1         | 6     | 3         | 2.000 | 206   | 161       | 1.280 |
| 3   | Egypten U18  | 3     | 3       | 1       | 2         | 3     | 7         | 0.429 | 198   | 226       | 0.876 |
| 4   | Algeriet U18 | 0     | 3       | 0       | 3         | 1     | 9         | 0.111 | 143   | 245       | 0.584 |

### Grupp B

#### Resultat
| Datum    | Mellan                        | Resultat | Set   | Set   | Set   | Set   | Set  | Poäng totalt | Speltid | Åskådare |
| Datum    | Mellan                        | Resultat | 1     | 2     | 3     | 4     | 5    | Poäng totalt | Speltid | Åskådare |
| -------- | ----------------------------- | -------- | ----- | ----- | ----- | ----- | ---- | ------------ | ------- | -------- |
| 12-08-11 | Brasilien U18 - Slovakien U18 | 3 - 0    | 25:13 | 25:12 | 25:21 |       |      | 75 - 46      | 1h:21   | 40       |
| 12-08-11 | Mexiko U18 - Argentina U18    | 0 - 3    | 21:25 | 19:25 | 22:25 |       |      | 62 - 75      | 1h:25   | 55       |
| 13-08-11 | Slovakien U18 - Argentina U18 | 2 - 3    | 25:23 | 18:25 | 23:25 | 25:23 | 5:15 | 96 - 111     | 2h:10   | 55       |
| 13-08-11 | Brasilien U18 - Mexiko U18    | 3 - 1    | 25:13 | 23:25 | 25:14 | 25:22 |      | 98 - 74      | 1h:53   | 70       |
| 14-08-11 | Mexiko U18 - Slovakien U18    | 3 - 0    | 25:21 | 25:18 | 25:14 |       |      | 75 - 53      | 1h:22   | 50       |
| 14-08-11 | Argentina U18 - Brasilien U18 | 0 - 3    | 17:25 | 20:25 | 13:25 |       |      | 50 - 75      | 1h:20   | 100      |

#### Sluttabell
| Pos | Landslag      | Poäng | Matcher | Matcher | Matcher   | Set   | Set       | Kvot  | Poäng | Poäng     | Kvot  |
| Pos | Landslag      | Poäng | Spelade | Vunna   | Förlorade | Vunna | Förlorade | Kvot  | Vunna | Förlorade | Kvot  |
| --- | ------------- | ----- | ------- | ------- | --------- | ----- | --------- | ----- | ----- | --------- | ----- |
| 1   | Brasilien U18 | 9     | 3       | 3       | 0         | 9     | 1         | 9.000 | 248   | 170       | 1.459 |
| 2   | Argentina U18 | 5     | 3       | 2       | 1         | 6     | 5         | 1.200 | 236   | 233       | 1.013 |
| 3   | Mexiko U18    | 3     | 3       | 1       | 2         | 4     | 6         | 0.667 | 211   | 226       | 0.934 |
| 4   | Slovakien U18 | 1     | 3       | 0       | 3         | 2     | 9         | 0.222 | 195   | 261       | 0.747 |

### Grupp C

#### Resultat
| Datum    | Mellan                        | Resultat | Set   | Set   | Set   | Set   | Set | Poäng totalt | Speltid | Åskådare |
| Datum    | Mellan                        | Resultat | 1     | 2     | 3     | 4     | 5   | Poäng totalt | Speltid | Åskådare |
| -------- | ----------------------------- | -------- | ----- | ----- | ----- | ----- | --- | ------------ | ------- | -------- |
| 12-08-11 | USA U18 - Puerto Rico U18     | 3 - 0    | 25:14 | 25:20 | 25:17 |       |     | 75 - 51      | 1h:20   | 140      |
| 12-08-11 | Serbien U18 - Kina U18        | 0 - 3    | 18:25 | 20:25 | 23:25 |       |     | 61 - 75      | 1h:26   | 200      |
| 13-08-11 | Puerto Rico U18 - Kina U18    | 0 - 3    | 22:25 | 18:25 | 11:25 |       |     | 51 - 75      | 1h:14   | 160      |
| 13-08-11 | USA U18 - Serbien U18         | 0 - 3    | 21:25 | 13:25 | 24:26 |       |     | 58 - 76      | 1h:24   | 330      |
| 14-08-11 | Serbien U18 - Puerto Rico U18 | 3 - 0    | 25:13 | 25:8  | 25:21 |       |     | 75 - 42      | 1h:12   | 220      |
| 14-08-11 | Kina U18 - USA U18            | 3 - 1    | 24:26 | 25:15 | 25:21 | 25:20 |     | 99 - 82      | 2h:01   | 300      |

#### Sluttabell
| Pos | Landslag        | Poäng | Matcher | Matcher | Matcher   | Set   | Set       | Kvot  | Poäng | Poäng     | Kvot  |
| Pos | Landslag        | Poäng | Spelade | Vunna   | Förlorade | Vunna | Förlorade | Kvot  | Vunna | Förlorade | Kvot  |
| --- | --------------- | ----- | ------- | ------- | --------- | ----- | --------- | ----- | ----- | --------- | ----- |
| 1   | Kina U18        | 9     | 3       | 3       | 0         | 9     | 1         | 9.000 | 249   | 194       | 1.284 |
| 2   | Serbien U18     | 6     | 3       | 2       | 1         | 6     | 3         | 2.000 | 212   | 175       | 1.211 |
| 3   | USA U18         | 3     | 3       | 1       | 2         | 4     | 6         | 0.667 | 215   | 226       | 0.951 |
| 4   | Puerto Rico U18 | 0     | 3       | 0       | 3         | 0     | 9         | 0.000 | 144   | 225       | 0.640 |

### Grupp D

#### Resultat
| Datum    | Mellan                      | Resultat | Set   | Set   | Set   | Set   | Set   | Poäng totalt | Speltid | Åskådare |
| Datum    | Mellan                      | Resultat | 1     | 2     | 3     | 4     | 5     | Poäng totalt | Speltid | Åskådare |
| -------- | --------------------------- | -------- | ----- | ----- | ----- | ----- | ----- | ------------ | ------- | -------- |
| 12-08-11 | Japan U18 - Italien U18     | 3 - 0    | 25:20 | 25:20 | 25:21 |       |       | 75 - 61      | 1h:21   | 98       |
| 12-08-11 | Tyskland U18 - Thailand U18 | 3 - 0    | 25:18 | 25:16 | 25:20 |       |       | 75 - 54      | 1h:15   | 55       |
| 13-08-11 | Italien U18 - Thailand U18  | 3 - 0    | 25:20 | 25:17 | 27:25 |       |       | 77 - 62      | 1h:20   | 58       |
| 13-08-11 | Japan U18 - Tyskland U18    | 3 - 2    | 17:25 | 20:25 | 25:23 | 25:18 | 15:12 | 102 - 103    | 2h:12   | 92       |
| 14-08-11 | Tyskland U18 - Italien U18  | 3 - 1    | 31:29 | 16:25 | 27:25 | 25:20 |       | 99 - 99      | 2h:04   | 111      |
| 14-08-11 | Thailand U18 - Japan U18    | 0 - 3    | 16:25 | 23:25 | 20:25 |       |       | 59 - 75      | 1h:16   | 85       |

#### Sluttabell
| Pos | Landslag     | Poäng | Matcher | Matcher | Matcher   | Set   | Set       | Kvot  | Poäng | Poäng     | Kvot  |
| Pos | Landslag     | Poäng | Spelade | Vunna   | Förlorade | Vunna | Förlorade | Kvot  | Vunna | Förlorade | Kvot  |
| --- | ------------ | ----- | ------- | ------- | --------- | ----- | --------- | ----- | ----- | --------- | ----- |
| 1   | Japan U18    | 8     | 3       | 3       | 0         | 9     | 2         | 4.500 | 252   | 223       | 1.130 |
| 2   | Tyskland U18 | 7     | 3       | 2       | 1         | 8     | 4         | 2.000 | 277   | 255       | 1.086 |
| 3   | Italien U18  | 3     | 3       | 1       | 2         | 4     | 6         | 0.667 | 237   | 236       | 1.004 |
| 4   | Thailand U18 | 0     | 3       | 0       | 3         | 0     | 9         | 0.000 | 175   | 227       | 0.771 |

## Andra rundan

### Grupp E

#### Resultat
| Datum    | Mellan                       | Resultat | Set   | Set   | Set   | Set   | Set | Poäng totalt | Speltid | Åskådare |
| Datum    | Mellan                       | Resultat | 1     | 2     | 3     | 4     | 5   | Poäng totalt | Speltid | Åskådare |
| -------- | ---------------------------- | -------- | ----- | ----- | ----- | ----- | --- | ------------ | ------- | -------- |
| 16-08-11 | Kina U18 - Argentina U18     | 3 - 0    | 25:17 | 25:19 | 25:7  |       |     | 75 - 43      | 1h:14   | 190      |
| 16-08-11 | Turkiet U18 - Tyskland U18   | 3 - 0    | 25:13 | 25:20 | 25:13 |       |     | 75 - 46      | 1h:10   | 3.000    |
| 17-08-11 | Tyskland U18 - Kina U18      | 0 - 3    | 23:25 | 23:25 | 11:25 |       |     | 57 - 75      | 1h:24   | 150      |
| 17-08-11 | Turkiet U18 - Argentina U18  | 3 - 0    | 25:14 | 25:18 | 25:18 |       |     | 75 - 50      | 1h:12   | 2.650    |
| 18-08-11 | Argentina U18 - Tyskland U18 | 0 - 3    | 21:25 | 16:25 | 16:25 |       |     | 53 - 75      | 1h:17   | 100      |
| 18-08-11 | Kina U18 - Turkiet U18       | 3 - 1    | 25:21 | 19:25 | 26:24 | 25:17 |     | 95 - 87      | 1h:51   | 3.600    |

#### Sluttabell
| Pos | Landslag      | Poäng | Matcher | Matcher | Matcher   | Set   | Set       | Kvot  | Poäng | Poäng     | Kvot  |
| Pos | Landslag      | Poäng | Spelade | Vunna   | Förlorade | Vunna | Förlorade | Kvot  | Vunna | Förlorade | Kvot  |
| --- | ------------- | ----- | ------- | ------- | --------- | ----- | --------- | ----- | ----- | --------- | ----- |
| 1   | Kina U18      | 9     | 3       | 3       | 0         | 9     | 1         | 9.000 | 245   | 187       | 1.310 |
| 2   | Turkiet U18   | 6     | 3       | 2       | 1         | 7     | 3         | 2.333 | 237   | 191       | 1.241 |
| 3   | Tyskland U18  | 3     | 3       | 1       | 2         | 3     | 6         | 0.500 | 178   | 203       | 0.877 |
| 4   | Argentina U18 | 0     | 3       | 0       | 3         | 0     | 9         | 0.000 | 146   | 225       | 0.649 |

### Grupp F

#### Resultat
| Datum    | Mellan                      | Resultat | Set   | Set   | Set   | Set   | Set   | Poäng totalt | Speltid | Åskådare |
| Datum    | Mellan                      | Resultat | 1     | 2     | 3     | 4     | 5     | Poäng totalt | Speltid | Åskådare |
| -------- | --------------------------- | -------- | ----- | ----- | ----- | ----- | ----- | ------------ | ------- | -------- |
| 16-08-11 | Brasilien U18 - Serbien U18 | 2 - 3    | 28:26 | 25:21 | 21:25 | 17:25 | 15:17 | 106 - 114    | 2h:33   | 130      |
| 16-08-11 | Polen U18 - Japan U18       | 3 - 1    | 25:23 | 25:17 | 21:25 | 25:20 |       | 96 - 85      | 1h:39   | 180      |
| 17-08-11 | Japan U18 - Serbien U18     | 0 - 3    | 17:25 | 12:25 | 20:25 |       |       | 49 - 75      | 1h:11   | 220      |
| 17-08-11 | Polen U18 - Brasilien U18   | 2 - 3    | 17:25 | 26:24 | 29:27 | 22:25 | 7:15  | 101 - 116    | 2h:21   | 150      |
| 18-08-11 | Serbien U18 - Polen U18     | 3 - 1    | 25:19 | 24:26 | 26:24 | 25:21 |       | 100 - 90     | 1h:50   | 170      |
| 18-08-11 | Brasilien U18 - Japan U18   | 1 - 3    | 23:25 | 24:26 | 25:15 | 15:25 |       | 87 - 91      | 1h:50   | 140      |

#### Sluttabell
| Pos | Landslag      | Poäng | Matcher | Matcher | Matcher   | Set   | Set       | Kvot  | Poäng | Poäng     | Kvot  |
| Pos | Landslag      | Poäng | Spelade | Vunna   | Förlorade | Vunna | Förlorade | Kvot  | Vunna | Förlorade | Kvot  |
| --- | ------------- | ----- | ------- | ------- | --------- | ----- | --------- | ----- | ----- | --------- | ----- |
| 1   | Serbien U18   | 8     | 3       | 3       | 0         | 9     | 3         | 3.000 | 289   | 245       | 1.180 |
| 2   | Polen U18     | 4     | 3       | 1       | 2         | 6     | 7         | 0.857 | 287   | 301       | 0.953 |
| 3   | Brasilien U18 | 3     | 3       | 1       | 2         | 6     | 8         | 0.750 | 309   | 306       | 1.010 |
| 4   | Japan U18     | 3     | 3       | 1       | 2         | 4     | 7         | 0.571 | 225   | 258       | 0.872 |

### Grupp G

#### Resultat
| Datum    | Mellan                       | Resultat | Set   | Set   | Set   | Set   | Set   | Poäng totalt | Speltid | Åskådare |
| Datum    | Mellan                       | Resultat | 1     | 2     | 3     | 4     | 5     | Poäng totalt | Speltid | Åskådare |
| -------- | ---------------------------- | -------- | ----- | ----- | ----- | ----- | ----- | ------------ | ------- | -------- |
| 16-08-11 | Egypten U18 - Thailand U18   | 0 - 3    | 15:25 | 12:25 | 22:25 |       |       | 49 - 75      | 1h:13   | 200      |
| 16-08-11 | Slovakien U18 - USA U18      | 0 - 3    | 25:27 | 20:25 | 19:25 |       |       | 64 - 77      | 1h:20   | 100      |
| 17-08-11 | Thailand U18 - USA U18       | 0 - 3    | 31:33 | 10:25 | 22:25 |       |       | 63 - 83      | 1h:25   | 100      |
| 17-08-11 | Egypten U18 - Slovakien U18  | 0 - 3    | 21:25 | 20:25 | 19:25 |       |       | 60 - 75      | 1h:24   | 100      |
| 18-08-11 | Slovakien U18 - Thailand U18 | 3 - 2    | 18:25 | 25:17 | 16:25 | 25:17 | 17:15 | 101 - 99     | 2h:11   | 100      |
| 18-08-11 | USA U18 - Egypten U18        | 3 - 0    | 25:16 | 25:15 | 30:28 |       |       | 80 - 59      | 1h:15   | 100      |

#### Sluttabell
| Pos | Landslag      | Poäng | Matcher | Matcher | Matcher   | Set   | Set       | Kvot  | Poäng | Poäng     | Kvot  |
| Pos | Landslag      | Poäng | Spelade | Vunna   | Förlorade | Vunna | Förlorade | Kvot  | Vunna | Förlorade | Kvot  |
| --- | ------------- | ----- | ------- | ------- | --------- | ----- | --------- | ----- | ----- | --------- | ----- |
| 1   | USA U18       | 9     | 3       | 3       | 0         | 9     | 0         | MAX   | 240   | 186       | 1.290 |
| 2   | Slovakien U18 | 5     | 3       | 2       | 1         | 6     | 5         | 1.200 | 240   | 236       | 1.017 |
| 3   | Thailand U18  | 4     | 3       | 1       | 2         | 5     | 6         | 0.833 | 237   | 233       | 1.017 |
| 4   | Egypten U18   | 0     | 3       | 0       | 3         | 0     | 9         | 0.000 | 168   | 230       | 0.730 |

### Grupp H

#### Resultat
| Datum    | Mellan                         | Resultat | Set   | Set   | Set   | Set   | Set | Poäng totalt | Speltid | Åskådare |
| Datum    | Mellan                         | Resultat | 1     | 2     | 3     | 4     | 5   | Poäng totalt | Speltid | Åskådare |
| -------- | ------------------------------ | -------- | ----- | ----- | ----- | ----- | --- | ------------ | ------- | -------- |
| 16-08-11 | Algeriet U18 - Italien U18     | 0 - 3    | 8:25  | 16:25 | 18:25 |       |     | 42 - 75      | 1h:09   | 100      |
| 16-08-11 | Mexiko U18 - Puerto Rico U18   | 3 - 0    | 25:21 | 25:23 | 25:22 |       |     | 75 - 66      | 1h:29   | 100      |
| 17-08-11 | Italien U18 - Puerto Rico U18  | 3 - 1    | 25:15 | 16:25 | 25:17 | 25:14 |     | 91 - 71      | 1h:40   | 100      |
| 17-08-11 | Algeriet U18 - Mexiko U18      | 0 - 3    | 18:25 | 16:25 | 15:25 |       |     | 49 - 75      | 1h:13   | 100      |
| 18-08-11 | Mexiko U18 - Italien U18       | 0 - 3    | 18:25 | 24:26 | 18:25 |       |     | 60 - 76      | 1h:22   | 100      |
| 18-08-11 | Puerto Rico U18 - Algeriet U18 | 3 - 0    | 25:15 | 25:15 | 25:21 |       |     | 75 - 51      | 1h:14   | 100      |

#### Sluttabell
| Pos | Landslag        | Poäng | Matcher | Matcher | Matcher   | Set   | Set       | Kvot  | Poäng | Poäng     | Kvot  |
| Pos | Landslag        | Poäng | Spelade | Vunna   | Förlorade | Vunna | Förlorade | Kvot  | Vunna | Förlorade | Kvot  |
| --- | --------------- | ----- | ------- | ------- | --------- | ----- | --------- | ----- | ----- | --------- | ----- |
| 1   | Italien U18     | 9     | 3       | 3       | 0         | 9     | 1         | 9.000 | 242   | 173       | 1.399 |
| 2   | Mexiko U18      | 6     | 3       | 2       | 1         | 6     | 3         | 2.000 | 210   | 191       | 1.099 |
| 3   | Puerto Rico U18 | 3     | 3       | 1       | 2         | 4     | 6         | 0.667 | 212   | 217       | 0.977 |
| 4   | Algeriet U18    | 0     | 3       | 0       | 3         | 0     | 9         | 0.000 | 142   | 225       | 0.631 |

## Slutspelsfasen

### Spel om plats 1-4
|  | Semifinaler | Semifinaler |          |             | Final               | Final               |  |
|  |             |             |          |             |                     |                     |  |
|  | Serbien U18 | 2           |          |             |                     |                     |  |
|  | Serbien U18 | 2           |          |             |                     |                     |  |
|  | Turkiet U18 | 3           |          |             |                     |                     |  |
|  | Turkiet U18 | 3           |          | Turkiet U18 | 3                   |                     |  |
|  |             |             |          | Turkiet U18 | 3                   |                     |  |
|  |             |             | Kina U18 | 0           |                     |                     |  |
|  | Kina U18    | 3           | Kina U18 | 0           |                     |                     |  |
|  | Kina U18    | 3           |          |             |                     |                     |  |
|  | Polen U18   | 1           |          |             | Match om tredjepris | Match om tredjepris |  |
|  | Polen U18   | 1           |          |             |                     |                     |  |
|  |             |             |          |             |                     |                     |  |
|  |             |             |          |             | Serbien U18         | 3                   |  |
|  |             |             |          |             | Serbien U18         | 3                   |  |
|  |             |             |          |             | Polen U18           | 0                   |  |

#### Resultat
| Datum    | Mellan                    | Resultat | Set   | Set   | Set   | Set   | Set   | Poäng totalt | Speltid | Åskådare |
| Datum    | Mellan                    | Resultat | 1     | 2     | 3     | 4     | 5     | Poäng totalt | Speltid | Åskådare |
| -------- | ------------------------- | -------- | ----- | ----- | ----- | ----- | ----- | ------------ | ------- | -------- |
| 20-08-11 | Serbien U18 - Turkiet U18 | 2 - 3    | 14:25 | 25:14 | 17:25 | 25:20 | 14:16 | 95 - 100     | 2h:10   | 4.700    |
| 20-08-11 | Kina U18 - Polen U18      | 3 - 1    | 25:21 | 21:25 | 25:23 | 25:20 |       | 96 - 89      | 1h:46   | 310      |
| 21-08-11 | Serbien U18 - Polen U18   | 3 - 0    | 25:21 | 25:13 | 25:18 |       |       | 75 - 52      | 1h:15   | 2.200    |
| 21-08-11 | Turkiet U18 - Kina U18    | 3 - 0    | 25:19 | 25:17 | 25:22 |       |       | 75 - 58      | 1h:24   | 7.200    |

### Spel om plats 5-9
|  | Matcher om plats 5-8 | Matcher om plats 5-8 |               |              | Match om 5:e plats | Match om 5:e plats |  |
|  |                      |                      |               |              |                    |                    |  |
|  | Tyskland U18         | 3                    |               |              |                    |                    |  |
|  | Tyskland U18         | 3                    |               |              |                    |                    |  |
|  | Japan U18            | 1                    |               |              |                    |                    |  |
|  | Japan U18            | 1                    |               | Tyskland U18 | 3                  |                    |  |
|  |                      |                      |               | Tyskland U18 | 3                  |                    |  |
|  |                      |                      | Brasilien U18 | 1            |                    |                    |  |
|  | Brasilien U18        | 3                    | Brasilien U18 | 1            |                    |                    |  |
|  | Brasilien U18        | 3                    |               |              |                    |                    |  |
|  | Argentina U18        | 2                    |               |              | Match om 7:e plats | Match om 7:e plats |  |
|  | Argentina U18        | 2                    |               |              |                    |                    |  |
|  |                      |                      |               |              |                    |                    |  |
|  |                      |                      |               |              | Japan U18          | 3                  |  |
|  |                      |                      |               |              | Japan U18          | 3                  |  |
|  |                      |                      |               |              | Argentina U18      | 0                  |  |

#### Resultat
| Datum    | Mellan                        | Resultat | Set   | Set   | Set   | Set   | Set   | Poäng totalt | Speltid | Åskådare |
| Datum    | Mellan                        | Resultat | 1     | 2     | 3     | 4     | 5     | Poäng totalt | Speltid | Åskådare |
| -------- | ----------------------------- | -------- | ----- | ----- | ----- | ----- | ----- | ------------ | ------- | -------- |
| 20-08-11 | Tyskland U18 - Japan U18      | 3 - 1    | 26:24 | 25:14 | 24:26 | 25:21 |       | 100 - 85     | 1h:50   | 100      |
| 20-08-11 | Brasilien U18 - Argentina U18 | 3 - 2    | 21:25 | 25:16 | 23:25 | 25:14 | 15:10 | 109 - 90     | 2h:14   | 170      |
| 21-08-11 | Japan U18 - Argentina U18     | 3 - 0    | 25:22 | 25:20 | 25:17 |       |       | 75 - 59      | 1h:13   | 100      |
| 21-08-11 | Tyskland U18 - Brasilien U18  | 3 - 1    | 23:25 | 25:18 | 25:19 | 25:19 |       | 98 - 81      | 2h:00   | 200      |

### Spel om plats 9-12
|  | Matcher om plats 9-12 | Matcher om plats 9-12 |               |         | Match om 9:e plats  | Match om 9:e plats  |  |
|  |                       |                       |               |         |                     |                     |  |
|  | USA U18               | 3                     |               |         |                     |                     |  |
|  | USA U18               | 3                     |               |         |                     |                     |  |
|  | Mexiko U18            | 0                     |               |         |                     |                     |  |
|  | Mexiko U18            | 0                     |               | USA U18 | 3                   |                     |  |
|  |                       |                       |               | USA U18 | 3                   |                     |  |
|  |                       |                       | Slovakien U18 | 0       |                     |                     |  |
|  | Italien U18           | 0                     | Slovakien U18 | 0       |                     |                     |  |
|  | Italien U18           | 0                     |               |         |                     |                     |  |
|  | Slovakien U18         | 3                     |               |         | Match om 11:e plats | Match om 11:e plats |  |
|  | Slovakien U18         | 3                     |               |         |                     |                     |  |
|  |                       |                       |               |         |                     |                     |  |
|  |                       |                       |               |         | Mexiko U18          | 0                   |  |
|  |                       |                       |               |         | Mexiko U18          | 0                   |  |
|  |                       |                       |               |         | Italien U18         | 3                   |  |

#### Resultat
| Datum    | Mellan                      | Resultat | Set   | Set   | Set   | Set | Set | Poäng totalt | Speltid | Åskådare |
| Datum    | Mellan                      | Resultat | 1     | 2     | 3     | 4   | 5   | Poäng totalt | Speltid | Åskådare |
| -------- | --------------------------- | -------- | ----- | ----- | ----- | --- | --- | ------------ | ------- | -------- |
| 20-08-11 | USA U18 - Mexiko U18        | 3 - 0    | 26:24 | 25:17 | 25:20 |     |     | 76 - 61      | 1h:19   | 100      |
| 20-08-11 | Italien U18 - Slovakien U18 | 0 - 3    | 23:25 | 24:26 | 22:25 |     |     | 69 - 76      | 1h:25   | 100      |
| 21-08-11 | Mexiko U18 - Italien U18    | 0 - 3    | 18:25 | 15:25 | 20:25 |     |     | 53 - 75      | 1h:16   | 100      |
| 21-08-11 | USA U18 - Slovakien U18     | 3 - 0    | 25:21 | 25:16 | 25:14 |     |     | 75 - 51      | 1h:10   | 100      |

### Spel om plats 13-16
|  | Matcher om plats 13-16 | Matcher om plats 13-16 |             |              | Match om 13:e plats | Match om 13:e plats |  |
|  |                        |                        |             |              |                     |                     |  |
|  | Thailand U18           | 3                      |             |              |                     |                     |  |
|  | Thailand U18           | 3                      |             |              |                     |                     |  |
|  | Algeriet U18           | 0                      |             |              |                     |                     |  |
|  | Algeriet U18           | 0                      |             | Thailand U18 | 3                   |                     |  |
|  |                        |                        |             | Thailand U18 | 3                   |                     |  |
|  |                        |                        | Egypten U18 | 0            |                     |                     |  |
|  | Puerto Rico U18        | 2                      | Egypten U18 | 0            |                     |                     |  |
|  | Puerto Rico U18        | 2                      |             |              |                     |                     |  |
|  | Egypten U18            | 3                      |             |              | Match om 15:e plats | Match om 15:e plats |  |
|  | Egypten U18            | 3                      |             |              |                     |                     |  |
|  |                        |                        |             |              |                     |                     |  |
|  |                        |                        |             |              | Algeriet U18        | 1                   |  |
|  |                        |                        |             |              | Algeriet U18        | 1                   |  |
|  |                        |                        |             |              | Puerto Rico U18     | 3                   |  |

#### Resultat
| Datum    | Mellan                         | Resultat | Set   | Set   | Set   | Set   | Set  | Poäng totalt | Speltid | Åskådare |
| Datum    | Mellan                         | Resultat | 1     | 2     | 3     | 4     | 5    | Poäng totalt | Speltid | Åskådare |
| -------- | ------------------------------ | -------- | ----- | ----- | ----- | ----- | ---- | ------------ | ------- | -------- |
| 20-08-11 | Thailand U18 - Algeriet U18    | 3 - 0    | 25:17 | 25:8  | 25:10 |       |      | 75 - 35      | 1h:05   | 100      |
| 20-08-11 | Puerto Rico U18 - Egypten U18  | 2 - 3    | 16:25 | 25:19 | 25:23 | 22:25 | 8:15 | 96 - 107     | 2h:10   | 100      |
| 21-08-11 | Algeriet U18 - Puerto Rico U18 | 1 - 3    | 25:20 | 11:25 | 25:27 | 12:25 |      | 73 - 97      | 1h:45   | 100      |
| 21-08-11 | Thailand U18 - Egypten U18     | 3 - 0    | 25:15 | 25:15 | 25:11 |       |      | 75 - 41      | 1h:08   | 100      |

## Slutplaceringar
| Sluttabell | Lag             |
| ---------- | --------------- |
|            | Turkiet U18     |
|            | Kina U18        |
|            | Serbien U18     |
| 4          | Polen U18       |
| 5          | Tyskland U18    |
| 6          | Brasilien U18   |
| 7          | Japan U18       |
| 8          | Argentina U18   |
| 9          | USA U18         |
| 10         | Slovakien U18   |
| 11         | Italien U18     |
| 12         | Mexiko U18      |
| 13         | Thailand U18    |
| 14         | Egypten U18     |
| 15         | Puerto Rico U18 |
| 16         | Algeriet U18    |

## Individuella utmärkelser
| Utmärkelse              | Namn               | Lag           |
| ----------------------- | ------------------ | ------------- |
| Mest värdefulla spelare | Damla Çakıroğlu    | Turkiet U18   |
| Bästa poängvinnare      | Gabriela Guimarães | Brasilien U18 |
| Bästa anfallare         | Aya Horie          | Japan U18     |
| Bästa blockare          | Mina Popović       | Serbien U18   |
| Bästa servare           | Damla Çakıroğlu    | Turkiet U18   |
| Bästa passare           | Kaho Maruta        | Japan U18     |
| Bästa mottagare         | Dilara Bağcı       | Turkiet U18   |
| Bästa libero            | Dilara Bağcı       | Turkiet U18   |